# Béchervaise Buttress
Béchervaise Buttress ist ein 1330 m hoher Grat des Big Ben auf der Insel Heard im südlichen Indischen Ozean. Er ragt in südwest-nordöstlicher Ausrichtung an der Nordostflanke des Vulkans auf.
Namensgeber ist der australische Polarforscher John Mayston Béchervaise (1910–1998), Leiter der Station an der Atlas Cove für eine Überwinterungsmannschaft einer 1953 durchgeführten Kampagne der Australian National Antarctic Research Expeditions.